# آشپزخانه‌ای به رنگ زعفران
این که کتاب که در سال ۲۰۰۶ منتشر شده‌است، رمانی است به زبان انگلیسی که نویسنده ی ایرانی-انگلیسی آن یاسمین کرودر آن را نوشته‌است.
یاسمین کرودر (تولد: ۱۳۵۷ خورشیدی (۱۹۷۹ میلادی)) رمان‌نویس ایرانی-انگلیسی است که از پدری انگلیسی و مادری ایرانی در شهر لندن در کشور انگلستان متولد شد.
او از معدود نویسندگان ایرانی-انگلیسی تاریخ است.

## خلاصه
این کتاب داستان دختری است به نام مریم که فرزند یک ژنرال ایرانی است که آرزوهای خویش را در سر دارد . در حالی که پدر برای ازدواج مریم برنامه‌ریزی می‌کند، مریم در فکر ماجراجویی‌های خود است و می‌خواهد که پرستار شود . وقتی خشونت‌ها به شهر او می‌رسد، وی به همراه دستیار پدرش که به او نیز علاقه دارد به دنبال سر پناه می‌گردد. 
داستان مریم، داستانی برای بازیافت هویت زن ایرانی است.

## منبع
- https://web.archive.org/web/20061004230934/http://www.penguin.ca/nf/Book/BookDisplay/0,,9780143054344,00.html